# تشيزاري لوفاتي
 تشيزاري لوفاتي (Cesare Lovati)، (مواليد 1891، وتوفي سنة 1961)، لاعب كرة قدم (وسط) إيطالي سابق. لعب لنادي إيه سي ميلان 12 موسما ما بين 1910 و1922 ومن ثم اعتزل.

## وصلات خارجية
- تشيزاري لوفاتي على موقع الاتحاد الدولي (مؤرشف)  (الإنجليزية)
- تشيزاري لوفاتي على موقع قاعدة بيانات كرة القدم.إي يو (الإنجليزية)
- تشيزاري لوفاتي على موقع ناشيونال فوتبول تيمز (الإنجليزية)
- تشيزاري لوفاتي على موقع أوليمبيديا (الإنجليزية)